# Ryuji Kawai
Ryuji Kawai (河合 竜二 Kawai Ryuji?), född 14 juli 1978 i Tokyo prefektur, är en japansk fotbollsspelare.
Kawai började sin karriär 1997 i Urawa Reds. 2003 flyttade han till Yokohama F. Marinos. Han spelade 145 ligamatcher för klubben. Med Yokohama F. Marinos vann han japanska ligan 2003 och 2004. 2011 flyttade han till Consadole Sapporo (Hokkaido Consadole Sapporo). Han spelade 179 ligamatcher för klubben. Han avslutade karriären 2018.